# Готель Голлівуд Рузвельт
34°06′05″ пн. ш. 118°20′30″ зх. д. / 34.101375° пн. ш. 118.341691° зх. д.
Готель Голлівуд Рузвельт (англ. Hollywood Roosevelt Hotel) — історичний готель, розташований у Голлівуді, Лос-Анджелес, штат Каліфорнія. Побудований у 1926 році, відкритий 15 травня того ж року. Готель було названо на честь президента Теодора Рузвельта і став першим готелем у Голлівуді. Це також був один із перших готелів у Сполучених Штатах, який мав кондиціонер. Протягом своєї історії готель приймав багатьох відомих гостей, зокрема Кларка Гейбла, Керол Ломбард і Мерілін Монро. Тут також відбулося багато відомих подій, у тому числі перша церемонія вручення кінопремії «Оскар» в 1929 році. У 2005 році у готелі відбувся масштабний ремонт, і заклад продовжує працювати як готель класу люкс донині.

## Історія готелю
Готель Голлівуд Рузвельт був спроєктований архітектором Ліландом А. Браянтом. Його вартість склала 2,5 мільйона доларів.
Спочатку в готелі було 300 номерів, два сади на даху, басейн і танцювальний зал.
У 1950-х і 1960-х роках відома готельна кімната Blossom Room використовувалася як телевізійна студія, де проходили такі шоу як Шоу Мерва Гріффіна та Шоу Червоного Скелетона.
Нічний клуб готелю Cinegrill був популярним місцем для знаменитостей у 1930-х і 1940-х роках, де виступали такі легенди джазу, як Дюк Еллінгтон і Біллі Голідей.
Нічний клуб готелю Tropicana був популярним місцем для знаменитостей у 1950-1960-х роках, там виступали Френк Сінатра та Дін Мартін.
У 1979 році готель було внесено до Національного реєстру історичних місць, а в 1985 році він був визнаний історичною пам'яткою Каліфорнії.
Готель використовувався як місце для зйомок численних фільмів і телешоу, зокрема Останній магнат, Охоронець та Оточення.
У готелі також зберігається колекція історичних фотографій із понад 100 000 фотографій з 1920-х до 1960-х років.
У готелі також є два плавальні басейни, один критий а інший відкритий басейн який став першим басейном, побудованим у готелі.
У готелі є спа-центр, фітнес-центр і кілька ресторанів, у тому числі знаменитий гамбургерний ресторан 25 Degrees.

## Поточний статус
Готель Голлівуд Рузвельт досі відкритий і працює як готель класу люкс. Він продовжує залишатися популярним місцем для туристів і знаменитостей, які відвідують Лос-Анджелес. Він пропонує гостям різноманітні варіанти номерів, від стандартних номерів до люксів і бунгало. Готель також продовжує проводити заходи та вечірки, а також є популярним місцем для кіно- та телезйомок. Загалом, готель Hollywood Roosevelt залишається визначною пам'яткою Голлівуду та популярним місцем для відвідувачів Лос-Анджелеса.